# شهرستان فلوجه
شهرستان فلوجه (به عربی: قضاء الفلوجة) یک شهرستان در عراق است که در استان انبار واقع شده‌است.